# Hrnčiarovce nad Parnou
Hrnčiarovce nad Parnou – wieś (obec) na Słowacji, w kraju trnawskim, w powiecie Trnawa. Znajduje się w zachodniej części Słowacji.